# Isolona le-testui
Isolona le-testui Pellegr. – gatunek rośliny z rodziny flaszowcowatych (Annonaceae Juss.). Występuje naturalnie w Gabonie oraz Kongo. 

## Morfologia
PokrójZimozielone drzewo dorastające do 3–4 m wysokości.
LiścieMają kształt od eliptycznego do podłużnie odwrotnie jajowatego. Mierzą 6–15 cm długości oraz 3–5,5 cm szerokości. Nasada liścia jest klinowa. Blaszka liściowa jest o długo spiczastym wierzchołku. Ogonek liściowy jest nagi i dorasta do 2–3 mm długości.
KwiatySą pojedyncze, rozwijają się w kątach pędów. Działki kielicha mają owalny kształt i dorastają do 10 mm długości. Płatki mają równowąski kształt, są zielone, później przebarwiając się na czerwono, osiągają do 4,5–10 cm długości, są zrośnięte u podstawy.

## Biologia i ekologia
Rośnie w wilgotnych lasach.